# مسجد پایتخت
مسجد پایتخت، مسجدی مربوط به دوره صفوی است و در اسکو، محله پایتخت، خیابان طالقانی، کوچه شهید علی اصغر داننده واقع شده و این اثر در تاریخ ۳۰ بهمن ۱۳۸۶ با شمارهٔ ثبت ۲۱۲۳۲ به‌عنوان یکی از آثار ملی ایران به ثبت رسیده است.